# Drehflügelmelder
Ein Drehflügelmelder (auch Drehflügelschalter) ist ein Füllstandmessgerät zur Grenzstanderfassung in Silos und Behältern für Schüttgut. Die Drehflügelmelder kommen branchenübergreifend im industriellen Anlagenbau zum Einsatz.

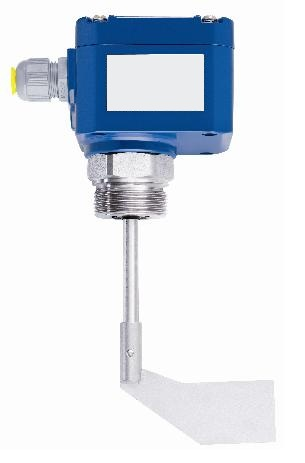
Ausführung eines Drehflügelmelders

## Technischer Aufbau
Der Drehflügelmelder besteht aus einem Gehäuse, das einen Motor und die Elektronik enthält. Dieser Motor treibt eine Welle an, an der ein Messflügel befestigt ist. Nach dem Geräteeinbau am Silo befindet sich das Gehäuse außerhalb der Behälterwand und der Messflügel samt Welle im Innenraum des Silos.

## Funktionsweise
Der Messflügel dreht sich langsam an der Welle im Innenraum des Silos. Sobald der Pegel des Schüttgutes den Messflügel bedeckt, stoppt dessen Rotation. Der Motor läuft nicht mehr und der Stopp verursacht ein Ausgangssignal, z. B. in Form einer leuchtenden Lampe. Wird der Drehflügel nicht mehr bedeckt, läuft der Motor wieder an.  Erneut verursacht der veränderte Pegel ein Ausgangssignal.

## Einsatzbereich und Möglichkeiten
Der Drehflügelmelder findet seinen Einsatz branchenübergreifend auf internationalen Märkten im Schüttgutbereich. Typische Schüttgüter sind z. B. Getreide, Zement, Kunststoffgranulat, Asche etc. Dabei erfolgt der Einbau entweder als Leer-, Voll- oder Bedarfsmelder. Die jeweilige Meldeform gewährleistet die reibungslose und durchgängige Verwendung des gelagerten Schüttgutes.
Die Herausforderung liegt beim Einsatz unter erschwerten mechanischen Bedingungen, wie staubige Umgebung, hohe Temperatur und hoher Druck im Innenraum des Silos. Die staubige Umgebung in Verbindung mit der Elektronik bedeutet Explosionsgefahr. Aber Gehäusetypen mit unterschiedlichen Zulassungen erlauben den Einsatz in explosionsgefährdeten Bereichen. Die Zulassungen variieren auf internationalen Märkten, z. B. FM für Nordamerika, CSA Canadian Standards Association für Kanada oder Gost für Russland. Der Einbau des Drehflügelmelders erfolgt senkrecht, waagrecht oder schräg in der Wand des Silos. Die individuellen Einbaumöglichkeiten sind somit unabhängig von Lage und Form des Silos.